# Gassan Sadakazu
Gassan Sadakazu (jap. 月山 貞一; * 1836 in der Provinz Ōmi; † 11. Juli 1918) war ein japanischer Schwertschmied der modernen Gassan-Schule.

## Leben
Sadakazu wurde unter dem Familiennamen Tsukamoto in der Provinz Ōmi geboren. Im Alter von 7 Jahren adoptierte ihn der Schwertschmied Gassan Sadayoshi aus Osaka. Dieser gab ihm zunächst den Namen Yagoro und später dann Sadakazu.
Datierte Klingen von Sadakazu reichen bis in das Jahr 1850 zurück, wo er gerade einmal 14 Jahre alt war. In den Folgejahren entwickelte sich Sadakazu zu einem der bedeutendsten Schwertschmiede der Meiji-Zeit. Während viele Schwertschmiede aufgrund des Haitō-rei (Schwerttrageverbot) im Zuge der Meiji-Restauration aufhörten Schwerter herzustellen, konnte Sadakazu seine Arbeit fortsetzen und konzentrierte sich dabei stärker auf Aufträge des Militärs. 1906 wurde er sogar zum Teishitsu-gigeiin (Mitglied des kaiserlichen Kunsthandwerks) – einem Vorläufer des heutigen Ningen kokuhō ernannt. Als Schwertschmied wurde diese Ehre lediglich noch Miyamoto Kanenori zu teil.
Gegen Ende seiner Schaffensperiode wurden seine Werke daher häufig nachgeahmt, wobei er selbst auch Klingen seines Sohnes Gassan Sadakatsu signierte, so dass letzterer erst ab 1918 nach dem Tod von Sadakazu-Klingen in eigenem Namen signierte.
Nach dem Tode von Sadakazu führte sein Sohn Sadakatsu die Gassan-Schule fort, die bis heute besteht.

## Nihontō-Charakteristika
Sadakazu schmiedete ganz im Stile der Gassan-Schule Klingen mit einer Ayasugi-hada. Darüber hinaus meisterte er jedoch sämtliche Schwertschmiedetraditionen und galt als einer der größten Horimono-Meister seiner Zeit. Während er zunächst vor allem stattliche Klingen im Stile der frühen Muromachi- und Kotō-Perioden fertigte, wurden diese mit Blick auf den Bedarf des Militärs nach dem Schwerttrageverbot 1876 kürzer und graziler.